# انخفاض بيضوي
الحفرة البيضوية (بالإنجليزية: fossa ovale)‏ هي نقرة في الأذين الأيمن من القلب، وهي بقية الطبقة الليفية الرقيقة التي تحيط بـالثقبة البيضوية أثناء التطور الجنيني.
تسمح الثقبة البيضوية بمرور الدم من الأذين الأيمن إلى الأذين الأيسر أثناء نمو الجنين، متجاوزًا بذلك الرئات الجنينية غير الوظيفية في حين يحصل الجنين على الأكسجين اللازم له من المشيمة. وتقوم سديلة نسيجية تسمى الحاجز الأول بوظيفة الصمام على الثقبة البيضوية في هذه الأثناء. ويتسبب دخول الهواء إلى الرئتين في انخفاض الضغط في الدورة الدموية الصغرى بعد الولادة. وهذا التغير في الضغط يدفع الحاجز الأول باتجاه الحاجز البطيني مما يؤدي إلى غلق الثقبة. ويندمج الحاجز الأول مع الحاجز البطيني ليكونا سدادة تامة في نهاية المطاف، ويبقى من آثار ذلك نقرة تُسمى الحفرة البيضوية. ويكون لدى 75% من الأطفال حفرة بيضوية مسدودة تمامًا في عمر السنتين. وتسمى الحفرة البيضوية غير المسدودة الثقبة البيضوية السالكة. وتتنوع حالة الثقبة البيضوية السالكة حسب الظروف، فقد تكون عديمة الأعراض تمامًا أو قد يتطلب الأمر إجراء عملية جراحية.

## التكوين
غالبا ما تُغلق الثقبة البيضوية والقناة الشريانية بمجرد ولادة الطفل. وتحدث التغيرات الرئيسة في الجسم في اللحظة الأولى من تنفس الطفل (إذا كان القلب والرئتان يقومان بوظائفهما) وحتى أسابيع من الولادة (مثل عملية تخليق الإنزيمات في الكبد). وتتحول الثقبة البيضوية إلى حفرة بيضوية عند غلق الثقبة. وهذا يسمح بالتنفس ودوران الدم دون الاعتماد على الأم.
وترسل الرئة الدم المؤكسج إلى الأذين الأيسر مع الأنفاس الأولى التي يلتقطها الطفل. وحيث إن الضغط الناتج في الأذين الأيسر يزيد عنه في الأذين الأيمن، يعمل الضغط المتزايد على استمرار غلق السديلة بين الأذينين (التي تغطي الثقبة البيضوية) ومن ثم تنغلق الثقبة البيضوية هي الأخرى. وتندمج الثقبة البيضوية المغلقة مع الجدار الواقع بين الأذينين في حالات النمو الطبيعي. ويعمل تضيّق الأوعية على غلق القنوات الشريانية في أثناء النفس الأول، وأثناء سنوات البلوغ، يغلق النسيج ما كان يعرف بالقنوات الشريانية مكونًا الرباط الشرياني.

## المضاعفات

### تضيق الدسام ثلاثي النتوءات
إذا لم تُغلق الثقبة، يتنقل الدم بسهولة ما بين الأذينين الأيمن والأيسر، فيختلط الدم المؤكسج بالدم غير المؤكسج. وعادة ما تُغلق الثقبة البيضوية عند سنة الواحدة. وقد تحدث مشاكل جمة إذا تركت الثقبة مفتوحة. فقد يزيد ضغط الأذين الأيمن عن المعدل المعتاد، مما يعيق مرور الدم في الدسام ثلاثي الشُرَف، فيصاب الشخص بتضيق الدسام ثلاثي الشُرَف. وعادة ما يترك تضيق الدسام ثلاثي الشُرَف دون معالجة، إلا أن الأمر قد يتطلب إجراء عملية جراحية إذا أصيب صمام القلب بخلل وظيفي.

### أم الدم
قد يُصاب الشخص بـأم الدم في سن البلوغ إذا لم تكن الثقبة البيضوية قد أغلقت على نحو صحيح. وتحدث الإصابة بأم الدم عندما يتضخم الأذين في منطقة مُوَضّعة بسبب ضعف الجدار الواقع بين الأذينين.
وعندما يحدث هذا النوع من أم الدم في منطقة الحفرة البيضوية تتكون جيبة متضخمة. وقد تبرز هذه الجيبة إلى داخل الأذين الأيمن أو الأذين الأيسر. وسبب أم الدم هو الضغط غير العادي والمتزايد داخل القلب. حتى وإن سُدّت الثقبة البيضوية، فقد تنشأ أم الدم وعادة ما يكون ذلك على جانب الأذين الأيمن. وإذا امتدت أم الدم لمسافة كبيرة، فقد يؤدي ذلك إلى تضييق فتحة الوريد الأجوف السفلي. وقد ينشأ هذا النوع من أم الدم عن اللويحات المتراكمة في الشرايين نتيجة لـمرض الشريان التاجي إضافة إلى الصمام الأبهري أو الدسام التاجي. تفيد الجراحة في مساعدة الجسم على التكيف مع أم الدم.

### الثقبة البيضوية السالكة
إذا لم يغلق الحاجز البطيني على نحو صحيح، فهذا قد يؤدي إلى حدوث ثقبة بيضوية سالكة (PFO). ويقوم هذا العيب بدور الصمام القلاب، حيث يفتح في ظروف معينة من ارتفاع الضغط في الصدر مثلما يحدث عند الإجهاد أثناء التغوط أو السعال أو العطس. وعندما يكون الضغط كافيًا، قد يتحرك الدم من الأذين الأيمن إلى الأيسر. وإذا كانت هناك خثرة في الجانب الأيمن من القلب، فإنها قد تمر من خلال الثقبة البيضوية السالكة وتدخل إلى الأذين الأيسر وتنتقل خارج القلب إلى المخ فيتسبب هذا في سكتة دماغية. وإذا انتقلت الخثرة إلى داخل الشريان التاجي فقد يتسبب هذا في احتشاء عضلة القلب.

## وصلات خارجية
- Diagram
- Dissection photo